# آندا ایبله
آندا ایبله (لتونیایی: Anda Eibele؛ زادهٔ ۳۰ ژوئیهٔ ۱۹۸۴) بازیکن بسکتبال زن اهل لتونی است. وی در بازی‌های المپیک تابستانی ۲۰۰۸ شرکت کرده‌است.